# Distrikt Uñón
Der Distrikt Uñón liegt in der Provinz Castilla in der Region Arequipa in Südwest-Peru. Der Distrikt wurde am 18. Juni 1962 gegründet. Er besitzt eine Fläche von 339 km². Beim Zensus 2017 wurden 221 Einwohner gezählt. Im Jahr 1993 lag die Einwohnerzahl bei 243, im Jahr 2007 bei 366. Die Distriktverwaltung befindet sich in der 2782 m hoch gelegenen Ortschaft Uñón mit 131 Einwohnern (Stand 2017). Uñón liegt knapp 40 km nördlich der Provinzhauptstadt Aplao.

## Geographische Lage
Der Distrikt Uñón liegt in der Cordillera Volcánica zentral in der Provinz Castilla. Der Distrikt wird im Süden vom Río Colca, im Westen von dessen Nebenfluss Río Capiza begrenzt.
Der Distrikt Uñón grenzt im Süden an den Distrikt Huancarqui, im Südwesten an den Distrikt Aplao, im Westen an den Distrikt Tipán, im Nordwesten an den Distrikt Machaguay, im Nordosten an den Distrikt Ayo sowie im Südosten an den Distrikt Huambo (Provinz Caylloma).

## Ortschaften
Im Distrikt gibt es neben dem Hauptort folgende größere Ortschaften:
- Piraucho
- Santa María
- Santuario de Uñon